# I liga urugwajska w piłce nożnej (2008/2009)
Mistrzem Urugwaju w sezonie 2008/09 został mistrz turnieju Apertura, klub Club Nacional de Football, natomiast wicemistrzem został mistrz turnieju Clausura – Defensor Sporting. O tym, które kluby będą reprezentować futbol urugwajski w międzynarodowych pucharach zadecydował rozegrany na koniec sezonu turniej Copa Artigas.
- do Copa Libertadores w roku 2010 zakwalifikowały się trzy kluby: Club Nacional de Football (mistrz Urugwaju), CA Cerro (Copa Artigas) i Racing Montevideo (Copa Artigas).
- do Copa Sudamericana w roku 2009 zakwalifikowały się dwa kluby: River Plate Montevideo (Copa Artigas) i Liverpool Montevideo (Copa Artigas).

Z ligi spadły następujące kluby: Juventud Las Piedras i CA Bella Vista do drugiej ligi, a Villa Española Montevideo z powodu kłopotów finansowych zdegradowany został po turnieju Apertura do trzeciej ligi. Na ich miejsce awansowały trzy najlepsze kluby drugoligowe: Fénix Montevideo (mistrz drugiej ligi), Cerrito Montevideo i Atenas San Carlos.

## Torneo Apertura 2008/09

### Apertura 1
| Data             | Mecz                                                                                          |
| ---------------- | --------------------------------------------------------------------------------------------- |
| 23 sierpnia 2008 | Juventud Las Piedras – Club Nacional de Football 0:1 Adrián Romero 46                         |
| 23 sierpnia 2008 | Cerro Largo Melo – Danubio FC 0:1 Diego Ifrán 8                                               |
| 23 sierpnia 2008 | Defensor Sporting – CA Cerro 0:0                                                              |
| 24 sierpnia 2008 | Tacuarembó – CA Bella Vista 3:0 Aldo Fabián Díaz 10, Braian Rodríguez 14, Renzo Pozzi 48      |
| 24 sierpnia 2008 | Villa Española Montevideo – Liverpool Montevideo 0:0                                          |
| 24 sierpnia 2008 | Rampla Juniors – Central Español Montevideo 0:0                                               |
| 24 sierpnia 2008 | Racing Montevideo – River Plate Montevideo 1:1 Líber Quiñones 41 – Henry Damián Giménez 13    |
| 24 sierpnia 2008 | Montevideo Wanderers – CA Peñarol 1:2 Diego Cháves 62 – Ignacio Medina 23, Darío Rodríguez 42 |

### Apertura 2
| Data             | Mecz |
| ---------------- | --- |
| 30 sierpnia 2008 | CA Peñarol – Racing Montevideo 3:3 José María Franco 18, 70, Antonio Pacheco D’Agosti 91 – Sebastián Balsas 6, Jonathan Blanes 10, Federico Vega 30 |
| 30 sierpnia 2008 | Central Español Montevideo – Cerro Largo Melo 1:1 Bruno Terra 21 – Alberto Silva 85k |
| 30 sierpnia 2008 | CA Cerro – Tacuarembó 2:0 Júnior Aliberti 85, Sebastián Regueiro 91 |
| 31 sierpnia 2008 | CA Bella Vista – Defensor Sporting 0:3 Jorge Winston Curbelo 38, Rodrigo Mora 66, William Ferreira Martínez 74 |
| 31 sierpnia 2008 | River Plate Montevideo – Rampla Juniors 2:1 Sergio Souza 27, Pablo Meloño 87 – Julián Perujo 18 |
| 31 sierpnia 2008 | Danubio FC – Montevideo Wanderers 2:1 Diego Ifrán 41, Sergio Leal 47 – Carlos María Morales 82k |
| 31 sierpnia 2008 | Liverpool Montevideo – Juventud Las Piedras 1:0 Andrés Rodales 51 |
| 3 grudnia 2008   | Club Nacional de Football – Villa Española Montevideo 0:2vo Sergio Blanco 22, Santiago Damián García 54 mecz zakończył się wynikiem 2:0 dla Nacionalu – później zweryfikowany na walkower 0:2 dla Villa Española z powodu zbyt późnego wyjścia drużyny Nacional na boisko |

### Apertura 3
| Data             | Mecz |
| ---------------- | --- |
| 13 września 2008 | Juventud Las Piedras – CA Cerro 1:1 Enrique Gabriel Meza 52 – Sebastián Suárez 89                                                             |
| 13 września 2008 | Tacuarembó – Club Nacional de Football 0:2 Roberto Sebastián Brum 44, Pablo Caballero González 91                                             |
| 13 września 2008 | Cerro Largo Melo – River Plate Montevideo 0:2 Henry Damián Giménez 6, Jorge Marcelo Rodríguez 45+1                                            |
| 14 września 2008 | Montevideo Wanderers – CA Bella Vista 1:2 Héctor Vázquez 88s – Matías Quagliotti 41s, Carlos Avelino 61                                       |
| 14 września 2008 | Rampla Juniors – CA Peñarol 3:2 Julián Perujo 51, 87, Víctor Guadalupe 89 – Abel Hernández 77, Maximiliano Arias 80                           |
| 14 września 2008 | Racing Montevideo – Central Español Montevideo 4:0 Líber Quiñones 44, Jonathan Blanes 51k, Sebastián Balsas 65, Juan Pablo Rodríguez Conde 87 |
| 14 września 2008 | Defensor Sporting – Liverpool Montevideo 0:1 Danilo Peinado 64                                                                                |
| 14 września 2008 | Villa Española Montevideo – Danubio FC 2:3 Damián Santín 32, Hernán Figueredo 39 – Ribair Rodríguez 13, Jorge Adrián García 23, 57            |

### Apertura 4
| Data             | Mecz |
| ---------------- | --- |
| 20 września 2008 | CA Bella Vista – Rampla Juniors 0:0                                                                                 |
| 20 września 2008 | CA Peñarol – Cerro Largo Melo 3:0 Abel Hernández 4, 29, José María Franco 58                                        |
| 20 września 2008 | River Plate Montevideo – Defensor Sporting 1:3 Pablo Meloño 29 – Diego Ferreira 4, William Ferreira Martínez 68, 79 |
| 21 września 2008 | Club Nacional de Football – Racing Montevideo 2:0 Santiago Damián García 9, 72                                      |
| 21 września 2008 | Danubio FC – Juventud Las Piedras 4:0 Sergio Leal 7, 32, Matías Pérez 75, Daley Mena 82                             |
| 21 września 2008 | CA Cerro – Montevideo Wanderers 3:0 Pablo Antonio Pallante 24, Pablo Eduardo Caballero 69, Junior Aliberti 87       |
| 21 września 2008 | Liverpool Montevideo – Tacuarembó 2:0 Emiliano Alfaro 7, Danilo Peinado 59                                          |
| 21 września 2008 | Central Español Montevideo – Villa Española Montevideo 1:1 Juan Francisco Ferreri 33 – Cristian Olivera 25          |

### Apertura 5
| Data             | Mecz |
| ---------------- | --- |
| 27 września 2008 | Tacuarembó – Danubio FC 3:2 Diego Andrés Martiñones 32, 61, Aldo Fabián Díaz 75 – Damián Malrrechaufe 7, Sergio Leal 67                 |
| 27 września 2008 | Montevideo Wanderers – River Plate Montevideo 0:0                                                                                       |
| 27 września 2008 | Cerro Largo Melo – Club Nacional de Football 2:3 Deán Silvera 20, 67 – Gastón Filgueira 9, Adrián Romero 28, Ángel Alejandro Morales 87 |
| 28 września 2008 | Juventud Las Piedras – Central Español Montevideo 1:3 Javier Benia 20k – Ignacio la Luz 22, Darwin Ramírez 88, 92                       |
| 28 września 2008 | Rampla Juniors – CA Cerro 0:3 Pablo Antonio Pallante 62, Claudio Martín Dadómo 74, Matías Cabrera 90                                    |
| 28 września 2008 | Racing Montevideo – Liverpool Montevideo 0:0                                                                                            |
| 28 września 2008 | Defensor Sporting – CA Peñarol 0:0 |
| 28 września 2008 | Villa Española Montevideo – CA Bella Vista 0:1 Alejandro Reyes Sosa 63k                                                                 |

### Apertura 6
| Data                | Mecz |
| ------------------- | --- |
| 4 października 2008 | CA Peñarol – Tacuarembó 3:0 Carlos Bueno 47+, 83, José María Franco 62                                                            |
| 4 października 2008 | CA Cerro – Cerro Largo Melo 1:1 Sebastián Suárez 55 – Mauricio Sebastián Díaz 68                                                  |
| 5 października 2008 | Danubio FC – Racing Montevideo 1:3 Sergio Leal 46k – Líber Quiñones 13, Jonathan Blanes 55, Darío Larrosa 92                      |
| 5 października 2008 | Club Nacional de Football – Defensor Sporting 2:2 Pablo Gaglianone 19s, Alexander Jesús Medina 85 – Diego de Souza Carballo 8, 79 |
| 5 października 2008 | CA Bella Vista – Juventud Las Piedras 1:0 Alejandro Reyes Sosa 83k                                                                |
| 5 października 2008 | Central Español Montevideo – Montevideo Wanderers 0:4 Mathías Corujo 22, Diego Cháves 52, José Ortiz 67, Jonathan Charquero 80    |
| 5 października 2008 | River Plate Montevideo – Villa Española Montevideo 0:0                                                                            |
| 5 października 2008 | Liverpool Montevideo – Rampla Juniors 2:2 Emiliano Alfaro 60, Paulo Pezzolano 77 – Sebastián Merlo 13, Mauricio Rosa 80           |

### Apertura 7
| Data                 | Mecz |
| -------------------- | --- |
| 18 października 2008 | Montevideo Wanderers – Club Nacional de Football 0:1 Roberto Sebastián Brum 39                                         |
| 18 października 2008 | Cerro Largo Melo – Liverpool Montevideo 1:1 Luiggi Rodríguez Hiriart 45 – Danilo Peinado 69                            |
| 18 października 2008 | Villa Española Montevideo – CA Cerro 0:3 Sebastián Rodrigo Martínez 39, Pablo Eduardo Caballero 49, Junior Aliberti 75 |
| 19 października 2008 | Juventud Las Piedras – CA Peñarol 0:3 Antonio Pacheco D’Agosti 6, Carlos Bueno 83, Richard Darío Núñez 86              |
| 19 października 2008 | Tacuarembó – River Plate Montevideo 1:1 Hamilton Pereira 40 – Nathaniel Revetria 90                                    |
| 19 października 2008 | Rampla Juniors – Danubio FC 1:0 Gastón Puerari 26                                                                      |
| 19 października 2008 | Racing Montevideo – CA Bella Vista 1:0 Líber Daniel Quiñónez 73                                                        |
| 19 października 2008 | Defensor Sporting – Central Español Montevideo 2:0 William Ferreira Martínez 7, Mauro Vila 18                          |

### Apertura 8
| Data                 | Mecz |
| -------------------- | --- |
| 25 października 2008 | Tacuarembó – Juventud Las Piedras 0:1 Pablo Difiori 5                                                                         |
| 25 października 2008 | Central Español Montevideo – CA Peñarol 0:0                                                                                   |
| 25 października 2008 | Rampla Juniors – Montevideo Wanderers 1:1 Marcelo Palau 20 – Jonathan Charquero 89                                            |
| 25 października 2008 | Cerro Largo Melo – Racing Montevideo 0:0                                                                                      |
| 26 października 2008 | CA Bella Vista – Club Nacional de Football 0:1 Santiago Damián García 72                                                      |
| 26 października 2008 | Danubio FC – River Plate Montevideo 3:0 Matías Pérez 60, Sergio Leal 69, Gastón Machado 83                                    |
| 26 października 2008 | Liverpool Montevideo – CA Cerro 1:2 Julián Lalinde 89 – Richard Pellejero 18, Andrés Walter Rodríguez 67                      |
| 26 października 2008 | Villa Española Montevideo – Defensor Sporting 1:3 Hernán Figueredo 53 – Maximiliano Pérez 42, 51, Diego de Souza Carballo 77k |

### Apertura 9
| Data             | Mecz |
| ---------------- | --- |
| 1 listopada 2008 | Club Nacional de Football – Liverpool Montevideo 1:2 Santiago Damián García 79k – Julián Ruelli 47, Emiliano Alfaro 70                         |
| 1 listopada 2008 | Racing Montevideo – Rampla Juniors 3:2 Juan Pablo Rodríguez Conde 53, Ernesto Goñi 68, Darío Larrosa 74k – Marcelo Palau 16, Gonzalo Castro 70 |
| 1 listopada 2008 | Defensor Sporting – Cerro Largo Melo 3:1 William Ferreira Martínez 18, 53, Mauro Vila 84 – Mauricio Sebastián Díaz 76                          |
| 2 listopada 2008 | Juventud Las Piedras – Villa Española Montevideo 1:3 Javier Benia 67 – Marcelo Ferreira 11, Daniel Hernández 62, Hernán Figueredo 89           |
| 2 listopada 2008 | CA Peñarol – CA Bella Vista 3:1 Antonio Pacheco D’Agosti 3, Maximiliano Lombardi 67, Carlos Bueno 80 – José Luis Tancredi 88                   |
| 2 listopada 2008 | Montevideo Wanderers – Tacuarembó 0:1 Nicolás Pereira 72                                                                                       |
| 2 listopada 2008 | River Plate Montevideo – Central Español Montevideo 1:2 Diego Silva 18k – Nelson Semperena 25, Martín Crossa 36                                |
| 2 listopada 2008 | CA Cerro – Danubio FC 0:1 Sergio Rodríguez 94                                                                                                  |

### Apertura 10
| Data             | Mecz |
| ---------------- | --- |
| 8 listopada 2008 | Club Nacional de Football – Rampla Juniors 2:0 Óscar Javier Morales 17, Alexander Jesús Medina 42                                                         |
| 8 listopada 2008 | Central Español Montevideo – Tacuarembó 2:1 Fabián Coelho 9, Martín Crossa 71 – Sergio Maximiliano Pérez 46                                               |
| 9 listopada 2008 | CA Bella Vista – Cerro Largo Melo 5:2 Agustín Viana 12, 71, Jorge Álvez 15, Washington Camacho 26, Rubén Óscar Cecco 76 – Hugo Souza 45, Mauricio Ruiz 90 |
| 9 listopada 2008 | CA Peñarol – Villa Española Montevideo 3:0 Ignacio Medina 18, Fernando Correa 89, José María Franco 92                                                    |
| 9 listopada 2008 | River Plate Montevideo – Juventud Las Piedras 2:1 Diego Silva 32, Sergio Souza 40 – Cristian Yeladián 43                                                  |
| 9 listopada 2008 | Danubio FC – Defensor Sporting 1:0 Matías Pérez 76 |
| 9 listopada 2008 | CA Cerro – Racing Montevideo 0:0 |
| 9 listopada 2008 | Liverpool Montevideo – Montevideo Wanderers 2:1 Emiliano Alfaro 63k, Michel Acosta 65 – Federico Laens 32                                                 |

### Apertura 11
| Data              | Mecz |
| ----------------- | --- |
| 15 listopada 2008 | CA Peñarol – Liverpool Montevideo 3:2 Antonio Pacheco D’Agosti 14, 88, Danilo Asconeguy 48 – Darío Rodríguez 62s, Elías Ricardo Figueroa 90 |
| 15 listopada 2008 | Montevideo Wanderers – Juventud Las Piedras 3:0 Matías Quagliotti 15, Jonathan Charquero 38, Jonathan Laserda 59                            |
| 15 listopada 2008 | Cerro Largo Melo – Villa Española Montevideo 2:0 Miguel de Souza 22, Deán Silvera 27                                                        |
| 15 listopada 2008 | CA Cerro – River Plate Montevideo 1:0 Pablo Eduardo Caballero 70                                                                            |
| 16 listopada 2008 | Central Español Montevideo – CA Bella Vista 2:0 Martín Crossa 49, Víctor Martínez 94                                                        |
| 16 listopada 2008 | Rampla Juniors – Tacuarembó 3:1 Sebastián Merlo 30, Facundo Martínez 37, Julián Perujo 41 – Diego Andrés Martiñones 40                      |
| 16 listopada 2008 | Racing Montevideo – Defensor Sporting 2:0 Sebastián Balsas 47, Darío Larrosa 91                                                             |
| 16 listopada 2008 | Danubio FC – Club Nacional de Football 1:0 Jorge Adrián García 50                                                                           |

### Apertura 12
| Data           | Mecz |
| -------------- | --- |
| 6 grudnia 2008 | Club Nacional de Football – CA Cerro 3:3 Alexander Jesús Medina 13, Sergio Blanco 49, Mauricio Victorino 87 – Pablo Eduardo Caballero 35, Rodrigo Martín Muñoz 65k, 70 |
| 6 grudnia 2008 | Juventud Las Piedras – Cerro Largo Melo 1:1 Miguel Murillo 21 – Luiggi Rodríguez Hiriart 74                                                                            |
| 6 grudnia 2008 | Liverpool Montevideo – Central Español Montevideo 2:1 Paulo Pezzolano 36, Emiliano Alfaro 90k – Francisco Ronaldo Silva 31                                             |
| 7 grudnia 2008 | CA Bella Vista – Danubio FC 0:2 Enzo Scorza 63, 83 |
| 7 grudnia 2008 | Tacuarembó – Racing Montevideo 1:1 Baltasar Silva 74 – Pedro Pablo Hernández 1                                                                                         |
| 7 grudnia 2008 | River Plate Montevideo – CA Peñarol 1:1 Diego Vitabar 48 – Richard Darío Núñez 59                                                                                      |
| 7 grudnia 2008 | Defensor Sporting – Montevideo Wanderers 3:2 Mauro Vila 34, 66, Éderson Fofonka 44 – Jonathan Charquero 61, Jonathan Laserda 86k                                       |
| 7 grudnia 2008 | Villa Española Montevideo – Rampla Juniors 2:0 Jonathan Larrosa 49, Zinho 88                                                                                           |

### Apertura 13
| Data            | Mecz |
| --------------- | --- |
| 13 grudnia 2008 | River Plate Montevideo – CA Bella Vista 3:1 William Klingerman 54, Henry Damián Giménez 72, 80 – Rubén Óscar Cecco 89   |
| 13 grudnia 2008 | Cerro Largo Melo – Tacuarembó 0:1 Aldo Fabián Díaz 83k                                                                  |
| 13 grudnia 2008 | Defensor Sporting – Rampla Juniors 2:1 Mauro Vila 52, Maximiliano Pérez 79 – Pablo Daniel Pereira 17                    |
| 13 grudnia 2008 | Liverpool Montevideo – Danubio FC 2:2 Eduardo Aranda 30, Emiliano Alfaro 60 – Esteban Conde 73k, Jorge Adrián García 91 |
| 13 grudnia 2008 | Villa Española Montevideo – Montevideo Wanderers 1:0 Hernán Figueredo 6                                                 |
| 14 grudnia 2008 | Racing Montevideo – Juventud Las Piedras 2:1 Ernesto Goñi 59, Nicolás López 94 – Álvaro Méndez 85k                      |
| 14 grudnia 2008 | CA Cerro – Central Español Montevideo 0:2 Fabián Coelho 46k, Martín Crossa 57                                           |
| 14 grudnia 2008 | CA Peñarol – Club Nacional de Football 0:1 Sergio Blanco 72k                                                            |

### Apertura 14
| Data            | Mecz |
| --------------- | --- |
| 17 grudnia 2008 | Club Nacional de Football – River Plate Montevideo 0:2 Henry Damián Giménez 34, Nicolás Nicolay 92                         |
| 17 grudnia 2008 | Tacuarembó – Defensor Sporting 0:1 Carlos Richard Díaz 68                                                                  |
| 17 grudnia 2008 | Villa Española Montevideo – Racing Montevideo 1:4 Marcelo Ferreira 2 – Sebastián Balsas 44, 81, 85, Jonathan Blanes 57     |
| 17 grudnia 2008 | Central Español Montevideo – Danubio FC 2:2 Fabián Coelho 28k, Francisco Ronaldo Silva 72 – Diego Ifrán 10, Sergio Leal 31 |
| 18 grudnia 2008 | Juventud Las Piedras – Rampla Juniors 2:0 Ismael González 53k, Maximiliano Dornell 55                                      |
| 18 grudnia 2008 | CA Bella Vista – Liverpool Montevideo 1:1 Rubén Óscar Cecco 22 – Emiliano Alfaro 1                                         |
| 18 grudnia 2008 | Montevideo Wanderers – Cerro Largo Melo 1:0 Jonathan Charquero 90                                                          |
| 18 grudnia 2008 | CA Cerro – CA Peñarol 1:2 Andrés Walter Rodríguez 28 – Danilo Asconeguy 10, José María Franco 60                           |

### Apertura 15
| Data          | Mecz |
| ------------- | --- |
| 7 lutego 2008 | Central Español Montevideo – Club Nacional de Football 1:2 Gonzalo da Luz 52 – Sergio Blanco 26k, Álvaro Fernández 36                      |
| 7 lutego 2008 | Racing Montevideo – Montevideo Wanderers 0:2 Santiago Tabaré López 30, Víctor Adrián Fagúndez 87                                           |
| 7 lutego 2008 | Danubio FC – CA Peñarol 2:1 Javier Delgado 45, Diego Ifrán 92 – Richard Darío Núñez 15                                                     |
| 7 lutego 2008 | Defensor Sporting – Juventud Las Piedras 1:0 Jonathan Techera 85                                                                           |
| 8 lutego 2008 | Tacuarembó – Villa Española Montevideo 3:0 Álvaro Sebastián Sánchez 20, Braian Rodríguez 58, Octavio Sequeira 83                           |
| 8 lutego 2008 | CA Bella Vista – CA Cerro 1:0 Walt Báez 70                                                                                                 |
| 8 lutego 2008 | Rampla Juniors – Cerro Largo Melo 2:2 Hernán Pérez Centurión 19, Álvaro Ricci 51 – Luiggi Rodríguez Hiriart 71k, Pablo Fernando Olivera 89 |
| 8 lutego 2008 | Liverpool Montevideo – River Plate Montevideo 2:1 Paolo Patritti 6, Elías Ricardo Figueroa 94 – Diego Silva 88                             |

### Tabela końcowa Apertura 2008/09

#### Baraż o 1 miejsce w tabeli
Baraż rozegrano wobec równej liczby punktów dwóch najlepszych w turnieju Apertura klubów.
| Data           | Mecz                                       |
| -------------- | ------------------------------------------ |
| 15 lutego 2009 | Danubio FC – Club Nacional de Football 1:2 |

#### Tabela
| Poz | Klub                       | Mecze | Zw | Rem | Por | Pkt | BrZd | BrStr |
| --- | -------------------------- | ----- | -- | --- | --- | --- | ---- | ----- |
| 1   | Club Nacional de Football  | 15    | 10 | 2   | 3   | 32  | 23   | 13    |
| 2   | Danubio FC                 | 15    | 10 | 2   | 3   | 32  | 27   | 15    |
| 3   | Defensor Sporting          | 15    | 9  | 3   | 3   | 30  | 23   | 12    |
| 4   | Racing Montevideo          | 15    | 7  | 6   | 2   | 27  | 24   | 14    |
| 5   | Liverpool Montevideo       | 15    | 7  | 6   | 2   | 27  | 21   | 15    |
| 6   | CA Peñarol                 | 15    | 8  | 4   | 3   | 25* | 29   | 15    |
| 7   | CA Cerro                   | 15    | 6  | 5   | 4   | 23  | 20   | 12    |
| 8   | River Plate Montevideo     | 15    | 5  | 5   | 5   | 20  | 17   | 17    |
| 9   | Central Español Montevideo | 15    | 5  | 5   | 5   | 20  | 17   | 21    |
| 10  | Tacuarembó                 | 15    | 5  | 2   | 8   | 17  | 15   | 20    |
| 11  | CA Bella Vista             | 15    | 5  | 2   | 8   | 17  | 13   | 22    |
| 12  | Montevideo Wanderers       | 15    | 4  | 2   | 9   | 14  | 17   | 18    |
| 13  | Rampla Juniors             | 15    | 3  | 5   | 7   | 14  | 16   | 24    |
| 14  | Villa Española Montevideo  | 15    | 3  | 3   | 9   | 12  | 11   | 26    |
| 15  | Cerro Largo Melo           | 15    | 1  | 6   | 8   | 9   | 13   | 25    |
| 16  | Juventud Las Piedras       | 15    | 2  | 2   | 11  | 8   | 9    | 26    |

- CA Peñarol – 3 punkty odjęte

### Klasyfikacja strzelców bramek
| Gole | Piłkarz                   | Klub                      |
| ---- | ------------------------- | ------------------------- |
| 7    | Emiliano Alfaro           | Liverpool Montevideo      |
| 7    | Sergio Leal               | Danubio FC                |
| 6    | Sebastián Balsas          | Racing Montevideo         |
| 6    | William Ferreira Martínez | Defensor Sporting         |
| 6    | José María Franco         | CA Peñarol                |
| 5    | Jonathan Charquero        | Montevideo Wanderers      |
| 5    | Santiago Damián García    | Club Nacional de Football |
| 5    | Henry Damián Giménez      | River Plate Montevideo    |
| 5    | Antonio Pacheco D’Agosti  | CA Peñarol                |
| 5    | Mauro Vila                | Defensor Sporting         |

## Torneo Clausura 2008/09

### Clausura 1
| Data           | Mecz |
| -------------- | --- |
| 21 lutego 2009 | CA Cerro – Defensor Sporting 0:1 Diego de Souza Carballo 28                                                                                  |
| 21 lutego 2009 | CA Peñarol – Montevideo Wanderers 1:0 Antonio Pacheco D’Agosti 22k                                                                           |
| 22 lutego 2009 | River Plate Montevideo – Racing Montevideo 2:2 Leandro Silva 24, Mauricio Prieto 79 – Pedro Pablo Hernández 22, Néstor Fabián Silva 59       |
| 22 lutego 2009 | Club Nacional de Football – Juventud Las Piedras 2:2 Álvaro Fernández 22, Alexander Jesús Medina 87 – Matías Britos 49, Antonio Fernández 71 |
| 22 lutego 2009 | Danubio FC – Cerro Largo Melo 1:1 Diego Ifrán 17 – Pablo Fernando Olivera 39                                                                 |
| 22 lutego 2009 | CA Bella Vista – Tacuarembó 2:3 Aldo Fabián Díaz 85, Pablo Cepellini 87 – Jonathan Ramírez 8, Maureen Javier Franco 72, 90                   |
| 22 lutego 2009 | Central Español Montevideo – Rampla Juniors 2:2 Francisco Ronaldo Silva 40, Martín Crossa 64 – Gastón Puerari 38, 41                         |

### Clausura 2
| Data           | Mecz |
| -------------- | --- |
| 28 lutego 2009 | Cerro Largo Melo – Central Español Montevideo 2:0 Luiggi Rodríguez Hiriart 16, Leonardo Rivero 35 |
| 28 lutego 2009 | Tacuarembó – CA Cerro 0:5 Joaquín Boghossian 48, 73, Claudio Martín Dadómo 50, 56k, Fabián Trujillo 86 |
| 28 lutego 2009 | Montevideo Wanderers – Danubio FC 4:2 Héctor Carlos Álvarez 9, 44, Emiliano Tellechea 36, Santiago Tabaré López 83 – Diego Perrone 26, Diego Ifrán 54 |
| 28 lutego 2009 | Juventud Las Piedras – Liverpool Montevideo 3:1 Cristian Yeladián 53k, Ismael González 85k, Pablo Difiori 92 – Paulo Pezzolano 33 |
| 1 marca 2009   | Racing Montevideo – CA Peñarol 0:0 mecz przerwany w 46 minucie z powodu boiska nie nadającego się do dalszej gry mecz dokończono 11 marca 2009 |
| 1 marca 2009   | Defensor Sporting – CA Bella Vista 3:0 Álvaro Navarro 16, Diego Vera 51, 83 |
| 1 marca 2009   | Rampla Juniors – River Plate Montevideo 0:2vo Juan Silva Cerón 11, Gastón Puerari 32 – Sergio Souza 55 mecz zakończony wynikiem 2:1 dla Rampla Juniors zweryfikowany został na walkower 0:2 dla River Plate z powodu nieuprawnionego trenera (Gustavo Cisneros) na ławce klubu Rampla Juniors |
| 11 marca 2009  | Racing Montevideo – CA Peñarol 0:0 dokończenie brakujących 44 minut z 1 marca 2009 roku |

### Clausura 3
| Data         | Mecz |
| ------------ | --- |
| 7 marca 2009 | CA Peñarol – Rampla Juniors 4:1 Antonio Pacheco D’Agosti 13, Richard Darío Núñez 46+, José María Franco 61, Carlos Bueno 70 – Hernán Pérez Centurión 14 |
| 7 marca 2009 | CA Cerro – Juventud Las Piedras 2:1 Raúl Molina 15, Claudio Martín Dadómo 30 – Ismael González 59                                                       |
| 8 marca 2009 | Central Español Montevideo – Racing Montevideo 1:3 Martín Crossa 84 – Rodrigo Brasesco 32, Néstor Fabián Silva 77, Líber Quiñones 87                    |
| 8 marca 2009 | Club Nacional de Football – Tacuarembó 1:0 Federico Hernán Domínguez 21                                                                                 |
| 8 marca 2009 | River Plate Montevideo – Cerro Largo Melo 3:1 Jorge Zambrana 5k, 92, Henry Damián Giménez 30 – Luiggi Rodríguez Hiriart 7                               |
| 8 marca 2009 | CA Bella Vista – Montevideo Wanderers 1:1 Walt Báez 46+ – Santiago Tabaré López 21                                                                      |
| 8 marca 2009 | Liverpool Montevideo – Defensor Sporting 0:0 |

### Clausura 4
| Data          | Mecz |
| ------------- | --- |
| 14 marca 2009 | Defensor Sporting – River Plate Montevideo 3:2 Mauricio Prieto 30s, Pablo Gaglianone 38, Diego de Souza Carballo 60 – Henry Damián Giménez 15, Ronaldo Conceição 87 |
| 14 marca 2009 | Racing Montevideo – Club Nacional de Football 1:4 Jonathan Blanes 37 – Álvaro Fernández 57, Federico Hernán Domínguez 60, Alexander Jesús Medina 92, 94             |
| 14 marca 2009 | Juventud Las Piedras – Danubio FC 1:5 Matías Britos 77 – Diego Ifrán 33, 38, Jorge Adrián García 75, Diego Perrone 79, Matías Omar Pérez 85                         |
| 15 marca 2009 | Rampla Juniors – CA Bella Vista 1:1 Hernán Pérez Centurión 47 – Rony Flores 48                                                                                      |
| 15 marca 2009 | Cerro Largo Melo – CA Peñarol 0:2 Jonathan Ramis 60, 77 |
| 15 marca 2009 | Montevideo Wanderers – CA Cerro 1:2 Jonathan Laserda 92 – Adrián Argachá 78s, Fabián Trujillo 90                                                                    |
| 15 marca 2009 | Tacuarembó – Liverpool Montevideo 1:2 Nicolás Pereira 73 – Emiliano Alfaro 47, Sebastián Rodrigo Vázquez 59                                                         |

### Clausura 5
| Data          | Mecz |
| ------------- | --- |
| 21 marca 2009 | CA Peñarol – Defensor Sporting 0:1 Rodrigo Mora 44 |
| 21 marca 2009 | Danubio FC – Tacuarembó 2:0 Diego Ifrán 35, 67 |
| 21 marca 2009 | River Plate Montevideo – Montevideo Wanderers 5:1 Jorge Zambrana 9k, 65, 69, Sergio Souza 51, Leandro Silva 53 – Marcelo Palau 6                      |
| 22 marca 2009 | CA Cerro – Rampla Juniors 3:2 Joaquín Boghossian 5, Fabián Trujillo 37, 75 – Alfredo Guevara 54k, Martín Peula 82                                     |
| 22 marca 2009 | Club Nacional de Football – Cerro Largo Melo 2:2 Federico Hernán Domínguez 85k, Mauricio Victorino 95 – Pablo Fernando Olivera 12, Leonardo Rivero 56 |
| 22 marca 2009 | Central Español Montevideo – Juventud Las Piedras 3:0 Francisco Ronaldo Silva 12, Fabián Coelho 45k, Marcelo Durán 79                                 |
| 22 marca 2009 | Liverpool Montevideo – Racing Montevideo 0:2 Líber Quiñones 2, Darío Larrosa 91                                                                       |

### Clausura 6
| Data            | Mecz |
| --------------- | --- |
| 4 kwietnia 2009 | Defensor Sporting – Club Nacional de Football 3:2 Pablo Gaglianone 23, Diego de Souza Carballo 91k, 93 – Álvaro Fernández 11, Nicolás Lodeiro 84 |
| 4 kwietnia 2009 | Cerro Largo Melo – CA Cerro 2:1 Leonardo Rivero 38, Diego González 50 – Pablo Melo 6                                                             |
| 4 kwietnia 2009 | Racing Montevideo – Danubio FC 3:0 Líber Quiñones 25, Matías Mirabaje 80, Sebastián Balsas 88                                                    |
| 5 kwietnia 2009 | Rampla Juniors – Liverpool Montevideo 1:1 Alfredo Guevara 46+k – Emiliano Alfaro 55                                                              |
| 5 kwietnia 2009 | Juventud Las Piedras – CA Bella Vista 0:3 Hernán Figueredo 42, Aldo Fabián Díaz 60, 80                                                           |
| 5 kwietnia 2009 | Tacuarembó – CA Peñarol 0:1 Carlos Bueno 88k |
| 5 kwietnia 2009 | Montevideo Wanderers – Central Español Montevideo 3:0 Diego Cháves 44, 49, Jonathan Charquero 63                                                 |

### Clausura 7
| Data             | Mecz |
| ---------------- | --- |
| 11 kwietnia 2009 | CA Peñarol – Juventud Las Piedras 4:1 Braian Rodríguez 63, 90, Richard Darío Núñez 77, Carlos Bueno 85 – Matías Britos 4     |
| 11 kwietnia 2009 | Liverpool Montevideo – Cerro Largo Melo 2:0 Marcos Marcelo Tejera 41, Emiliano Alfaro 67k                                    |
| 11 kwietnia 2009 | CA Bella Vista – Racing Montevideo 1:1 Rony Flores 47+ – Líber Quiñones 40                                                   |
| 12 kwietnia 2009 | River Plate Montevideo – Tacuarembó 1:1 Mauricio Prieto 79 – Maureen Javier Franco 21                                        |
| 12 kwietnia 2009 | Central Español Montevideo – Defensor Sporting 0:1 Álvaro Navarro 83                                                         |
| 12 kwietnia 2009 | Club Nacional de Football – Montevideo Wanderers 2:2 Jorge Cazulo 46, Marcos Gustavo Mondaini 70 – Jonathan Charquero 35, 45 |
| 12 kwietnia 2009 | Danubio FC – Rampla Juniors 2:0 Diego Perrone 37, 77                                                                         |

### Clausura 8
| Data             | Mecz |
| ---------------- | --- |
| 18 kwietnia 2009 | Club Nacional de Football – CA Bella Vista 2:0 Santiago Damián García 33, 89                                                                       |
| 18 kwietnia 2009 | Juventud Las Piedras – Tacuarembó 1:1 Pablo Roberto Munhoz 14 – Luis Machado 90                                                                    |
| 18 kwietnia 2009 | Montevideo Wanderers – Rampla Juniors 3:2 Diego Cháves 50, Matías Quagliotti 61k, Santiago Tabaré López 91 – Alfredo Guevara 36, Martín Bonjour 84 |
| 19 kwietnia 2009 | CA Cerro – Liverpool Montevideo 1:0 Joaquín Boghossian 42                                                                                          |
| 19 kwietnia 2009 | CA Peñarol – Central Español Montevideo 2:1 Braian Rodríguez 70, Gerardo Alcoba 79 – Fabián Coelho 49                                              |
| 19 kwietnia 2009 | Racing Montevideo – Cerro Largo Melo 2:0 Líber Quiñones 65, 91                                                                                     |
| 19 kwietnia 2009 | River Plate Montevideo – Danubio FC 2:2 Diego Silva 13k, Pablo Meloño 18 – Esteban Conde 66k, Damián Malrrechaufe 90                               |

### Clausura 9
| Data             | Mecz |
| ---------------- | --- |
| 25 kwietnia 2009 | CA Bella Vista – CA Peñarol 2:1 Rony Flores 63, Hernán Figueredo 92 – Antonio Pacheco D’Agosti 66                               |
| 25 kwietnia 2009 | Central Español Montevideo – River Plate Montevideo 1:2 Fabián Coelho 4 – Diego Silva 10, Sergio Souza 75                       |
| 26 kwietnia 2009 | Liverpool Montevideo – Club Nacional de Football 1:1 Elías Ricardo Figueroa 34 – Sebastián Coates 60                            |
| 26 kwietnia 2009 | Cerro Largo Melo – Defensor Sporting 3:2 Luiggi Rodríguez Hiriart 53, Dean Silvera 69, 85 – Pablo Pintos 58, Álvaro Navarro 88  |
| 26 kwietnia 2009 | Danubio FC – CA Cerro 1:3 Sergio Leal 55 – Pablo Eduardo Caballero 42, Joaquín Boghossian 54, Sergio Maximiliano Pérez 90       |
| 26 kwietnia 2009 | Rampla Juniors – Racing Montevideo 0:2 Jonathan Blanes 45, Líber Quiñones 60                                                    |
| 26 kwietnia 2009 | Tacuarembó – Montevideo Wanderers 2:3 Baltasar Silva 48, Luis Machado 69 – Marcelo Palau 18, Diego Cháves 28, Jonathan Pérez 87 |

### Clausura 10
| Data        | Mecz |
| ----------- | --- |
| 2 maja 2009 | Defensor Sporting – Danubio FC 1:0 Diego Vera 10 |
| 3 maja 2009 | Rampla Juniors – Club Nacional de Football 1:3 Álvaro Darío Alonso 57 – Santiago Damián García 21, Gustavo Javier Biscayzacú 67, Nicolás Lodeiro 77 |
| 3 maja 2009 | Montevideo Wanderers – Liverpool Montevideo 0:1 Paulo Pezzolano 27                                                                                  |
| 3 maja 2009 | Cerro Largo Melo – CA Bella Vista 4:1 Rino Lucas 19, Leonardo Rivero 21, 90, Mauricio Ruiz 44 – Aldo Fabián Díaz 32                                 |
| 3 maja 2009 | Racing Montevideo – CA Cerro 0:4 Sebastián Suárez 24, Joaquín Boghossian 48, 61, Cristian Núñez 54                                                  |
| 3 maja 2009 | Tacuarembó – Central Español Montevideo 1:1 Luis Machado 80 – Martín Crossa 79                                                                      |
| 3 maja 2009 | Juventud Las Piedras – River Plate Montevideo 0:3 Jorge Zambrana 55k, 71k, 90k                                                                      |

### Clausura 11
| Data         | Mecz |
| ------------ | --- |
| 9 maja 2009  | Juventud Las Piedras – Montevideo Wanderers 0:2 Diego Cháves 39, Jonathan Charquero 77                                   |
| 9 maja 2009  | CA Bella Vista – Central Español Montevideo 0:2 Martín Crossa 63, Sergio Alejandro Pérez 73                              |
| 9 maja 2009  | Club Nacional de Football – Danubio FC 2:0 Gustavo Javier Biscayzacú 16, 54                                              |
| 9 maja 2009  | Tacuarembó – Rampla Juniors 2:2 Hamilton Pereira 10, Maureen Javier Franco 35 – Álvaro Darío Alonso 2, Julián Perujo 69k |
| 10 maja 2009 | Liverpool Montevideo – CA Peñarol 2:1 Julián Lalinde 74, Elías Ricardo Figueroa 88 – Richard Darío Núñez 44              |
| 10 maja 2009 | River Plate Montevideo – CA Cerro 2:1 Pablo Meloño 75, Henry Damián Giménez 80 – Pablo Antonio Pallante 86k              |
| 10 maja 2009 | Defensor Sporting – Racing Montevideo 2:1 Mauro Vila 44, Diego de Souza Carballo 61 – Sebastián Balsas 30                |

### Clausura 12
| Data         | Mecz |
| ------------ | --- |
| 16 maja 2009 | Cerro Largo Melo – Juventud Las Piedras 3:1 Leonardo Rivero 13, Rino Lucas 58, Nicolás Schenone 84 – Sebastián Puchetta 15                                                  |
| 16 maja 2009 | Danubio FC – CA Bella Vista 1:0 Diego Perrone 75 |
| 16 maja 2009 | CA Peñarol – River Plate Montevideo 0:2 Jorge Zambrana 11k, Jorge Cristian Córdoba 52                                                                                       |
| 17 maja 2009 | CA Cerro – Club Nacional de Football 2:2 Pablo Eduardo Caballero 33, Pablo Antonio Pallante 79k – Gustavo Javier Biscayzacú 3, Mauricio Victorino 53                        |
| 17 maja 2009 | Central Español Montevideo – Liverpool Montevideo 1:5 Martín Crossa 7 – Nicolás Correa 29, Andrés Rodales 63, Paulo Pezzolano 90                                            |
| 17 maja 2009 | Montevideo Wanderers – Defensor Sporting 2:4 Diego Cháves 44k, Jonathan Charquero 83 – Walter Fernando Ibáñez 5, Diego de Souza Carballo 50, Rodrigo Mora 84, Diego Vera 91 |
| 17 maja 2009 | Racing Montevideo – Tacuarembó 1:1 Pablo Gabriel Torres 14 – Luis Machado 77                                                                                                |

### Clausura 13
| Data         | Mecz |
| ------------ | --- |
| 23 maja 2009 | CA Bella Vista – River Plate Montevideo 2:3 Aldo Fabián Díaz 33, Hernán Figueredo 35 – Jorge Zambrana 51k, Diego Silva 61, 69 |
| 23 maja 2009 | Danubio FC – Liverpool Montevideo 2:3 Diego Perrone 62, Diego Ifrán 69 – Paulo Pezzolano 21, 90, Sebastián Rodrigo Vázquez 50 |
| 23 maja 2009 | Juventud Las Piedras – Racing Montevideo 0:2 Jonathan Blanes 56, Néstor Fabián Silva 90k                                      |
| 23 maja 2009 | Central Español Montevideo – CA Cerro 0:2 Matías Cabrera 10, Sergio Maximiliano Pérez 39                                      |
| 23 maja 2009 | Tacuarembó – Cerro Largo Melo 1:1 Luis Machado 7 – Rino Lucas 93                                                              |
| 24 maja 2009 | Club Nacional de Football – CA Peñarol 3:2 Gustavo Javier Biscayzacú 15, 41, 75 – Antonio Pacheco D’Agosti 20, 39k            |
| 24 maja 2009 | Rampla Juniors – Defensor Sporting 1:4 Sebastián Merlo 90 – Nasa 3, Álvaro Navarro 23, 52, Carlos Richard Díaz 91             |

### Clausura 14
| Data         | Mecz |
| ------------ | --- |
| 30 maja 2009 | CA Peñarol – CA Cerro 1:1 Antonio Pacheco D’Agosti 96k – Claudio Martín Dadómo 71                                                                                           |
| 30 maja 2009 | Danubio FC – Central Español Montevideo 1:1 Pablo Míguez 49 – Darwin Ramírez 27                                                                                             |
| 31 maja 2009 | River Plate Montevideo – Club Nacional de Football 2:1 Leandro Ezquerra 29, Henry Damián Giménez 63 – Sergio Blanco 92                                                      |
| 31 maja 2009 | Rampla Juniors – Juventud Las Piedras 1:4 Alfredo Guevara 55 – Matías Britos 8, 60, 71, Cristian Yeladián 79k                                                               |
| 31 maja 2009 | Liverpool Montevideo – CA Bella Vista 3:3 Julián Lalinde 14, Elías Ricardo Figueroa 81, Paulo Pezzolano 84 – Matías Cresceri 7, Marcelo Martuciello 51, Aldo Fabián Díaz 57 |
| 31 maja 2009 | Defensor Sporting – Tacuarembó 2:3 Álvaro Navarro 49, 77 – Pablo Sebastián Rodríguez 11, Maureen Javier Franco 30k, 73                                                      |
| 31 maja 2009 | Cerro Largo Melo – Montevideo Wanderers 0:1 Santiago Tabaré López 92 |

### Clausura 15
| Data            | Mecz |
| --------------- | --- |
| 13 czerwca 2009 | Club Nacional de Football – Central Español Montevideo 0:3 Fabián Coelho 35, Marcelo Durán 57, Gonzalo da Luz 80         |
| 14 czerwca 2009 | Juventud Las Piedras – Defensor Sporting 1:2 Cristian Yeladián 87k – Diego Vera 14, Pablo Pintos 30                      |
| 14 czerwca 2009 | River Plate Montevideo – Liverpool Montevideo 1:2 Henry Damián Giménez 64 – Paulo Pezzolano 56, Nicolás Correa 74        |
| 14 czerwca 2009 | CA Cerro – CA Bella Vista 3:0 Joaquín Boghossian 55, 82, Horacio Peralta 86                                              |
| 14 czerwca 2009 | CA Peñarol – Danubio FC 3:1 Antonio Pacheco D’Agosti 74k, Richard Darío Núñez 79, 92 – Sergio Leal 2                     |
| 14 czerwca 2009 | Montevideo Wanderers – Racing Montevideo 2:2 Diego Cháves 74, Jonathan Pérez 70 – Mathías Corujo 83s, Matías Mirabaje 92 |
| 14 czerwca 2009 | Cerro Largo Melo – Rampla Juniors 1:1 Leonardo Rivero 50k – Claudio Rodríguez 92                                         |

### Tabela Torneo Clausura 2008/09
| Poz | Klub                       | Mecze | Zw | Rem | Por | Pkt | BrZd | BrStr |
| --- | -------------------------- | ----- | -- | --- | --- | --- | ---- | ----- |
| 1   | Defensor Sporting          | 14    | 11 | 1   | 2   | 34  | 29   | 15    |
| 2   | River Plate Montevideo     | 14    | 9  | 3   | 2   | 30  | 32   | 17    |
| 3   | CA Cerro                   | 14    | 9  | 2   | 3   | 29  | 30   | 13    |
| 4   | Liverpool Montevideo       | 14    | 7  | 4   | 3   | 25  | 23   | 17    |
| 5   | CA Peñarol                 | 14    | 7  | 2   | 5   | 23  | 22   | 15    |
| 6   | Club Nacional de Football  | 14    | 6  | 5   | 3   | 23  | 27   | 21    |
| 7   | Racing Montevideo          | 14    | 6  | 5   | 3   | 23  | 22   | 17    |
| 8   | Montevideo Wanderers       | 14    | 6  | 3   | 5   | 21  | 25   | 24    |
| 9   | Cerro Largo Melo           | 14    | 5  | 4   | 5   | 19  | 20   | 20    |
| 10  | Danubio FC                 | 14    | 4  | 3   | 7   | 15  | 20   | 24    |
| 11  | Central Español Montevideo | 14    | 3  | 3   | 8   | 12  | 16   | 24    |
| 12  | Tacuarembó                 | 14    | 2  | 6   | 6   | 12  | 16   | 25    |
| 13  | CA Bella Vista             | 14    | 2  | 4   | 8   | 10  | 16   | 28    |
| 14  | Juventud Las Piedras       | 14    | 2  | 2   | 10  | 8   | 15   | 34    |
| 15  | Rampla Juniors             | 14    | 0  | 5   | 9   | 5   | 15   | 34    |
| 16  | Villa Española Montevideo  | 0     | 0  | 0   | 0   | 0   | 0    | 0     |

Klub Villa Española Montevideo z powodu kłopotów finansowych został po turnieju Apertura wykluczony z rozgrywek i zdegradowany do trzeciej ligi (która w tym sezonie zmieniła nazwę na Segunda Divisional B Amateur).

### Klasyfikacja strzelców bramek
| Gole | Piłkarz                   | Klub                      |
| ---- | ------------------------- | ------------------------- |
| 10   | Jorge Zambrana            | River Plate Montevideo    |
| 9    | Joaquín Boghossian        | CA Cerro                  |
| 8    | Diego Ifrán               | Danubio FC                |
| 8    | Gustavo Javier Biscayzacú | Club Nacional de Football |
| 8    | Álvaro Navarro            | Defensor Sporting         |
| 7    | Diego Cháves              | Montevideo Wanderers      |
| 7    | Antonio Pacheco D’Agosti  | CA Peñarol                |
| 7    | Líber Daniel Quiñónez     | Racing Montevideo         |
| 7    | Leonardo Rivero           | Cerro Largo Melo          |
| 6    | Diego de Souza Carballo   | Defensor Sporting         |
| 6    | Paulo Pezzolano           | Liverpool Montevideo      |
| 6    | Maureen Javier Franco     | Tacuarembó                |
| 6    | Aldo Fabián Díaz          | CA Bella Vista            |

### Tablica spadkowa na koniec turnieju Clausura 2008/09
Tabela sporządzona jako suma tabel sumarycznych sezonów 2007/08 i 2008/09. Z ligi spadły trzy ostatnie zespoły, w tym Villa Española Montevideo zdegradowany do trzeciej ligi. W przypadku klubów Racing Montevideo i Cerro Largo Melo zdobyte punkty pomnożono przez współczynnik 59/29.
| Poz | Klub                       | Mecze | Zw | Rem | Por | Pkt    | BrZd | BrStr |
| --- | -------------------------- | ----- | -- | --- | --- | ------ | ---- | ----- |
| 1   | Defensor Sporting          | 59    | 41 | 7   | 11  | 130    | 119  | 64    |
| 2   | River Plate Montevideo     | 59    | 33 | 12  | 14  | 111    | 134  | 78    |
| 3   | Club Nacional de Football  | 59    | 32 | 14  | 13  | 110    | 102  | 67    |
| 4   | CA Peñarol                 | 59    | 31 | 12  | 16  | 102    | 112  | 68    |
| 5   | Racing Montevideo          | 29    | 13 | 11  | 5   | 101.74 | 46   | 31    |
| 6   | Liverpool Montevideo       | 59    | 26 | 17  | 16  | 95     | 99   | 77    |
| 7   | Danubio FC                 | 59    | 27 | 12  | 20  | 93     | 105  | 86    |
| 8   | CA Cerro                   | 59    | 24 | 17  | 18  | 89     | 80   | 64    |
| 9   | Montevideo Wanderers       | 59    | 23 | 10  | 26  | 79     | 86   | 93    |
| 10  | Rampla Juniors             | 59    | 16 | 18  | 25  | 66     | 65   | 102   |
| 11  | Central Español Montevideo | 59    | 17 | 13  | 29  | 64     | 71   | 97    |
| 12  | Tacuarembó                 | 59    | 16 | 15  | 28  | 63     | 64   | 95    |
| 13  | Cerro Largo Melo           | 29    | 6  | 10  | 13  | 56.97  | 33   | 45    |
| 14  | Juventud Las Piedras       | 59    | 14 | 14  | 31  | 56     | 54   | 89    |
| 15  | CA Bella Vista             | 59    | 13 | 11  | 35  | 50     | 60   | 102   |
| 6   | Villa Española Montevideo  | 0     | 0  | 0   | 0   | 0      | 0    | 0     |

Z ligi spadły następujące kluby: Juventud Las Piedras i CA Bella Vista do drugiej ligi, a Villa Española Montevideo do trzeciej ligi. Na ich miejsce awansowały trzy najlepsze kluby drugoligowe: Fénix Montevideo (mistrz drugiej ligi), Cerrito Montevideo i Atenas San Carlos.

## Sumaryczna tabela sezonu 2008/2009
Pierwszy zespół z sumarycznej tabeli miał prawo stoczyć walkę o mistrzostwo Urugwaju ze zwycięzcą dwumeczu między zwycięzcą turnieju Apertura (w tym sezonie był to klub Club Nacional de Football) a zwycięzcą turnieju Clausura (Defensor Sporting). Sześć najlepszych klubów z tabeli sumarycznej uzyskiwało prawo gry w Copa Artigas, czyli turnieju decydującym o tym, które kluby będą reprezentować Urugwaj w Copa Libertadores w roku 2010 i Copa Sudamericana w roku 2009.
| Poz | Klub                       | Mecze | Zw | Rem | Por | Pkt | BrZd | BrStr |
| --- | -------------------------- | ----- | -- | --- | --- | --- | ---- | ----- |
| 1   | Defensor Sporting          | 29    | 20 | 4   | 5   | 64  | 52   | 27    |
| 2   | Club Nacional de Football  | 29    | 16 | 7   | 6   | 55  | 50   | 34    |
| 3   | CA Cerro                   | 29    | 15 | 7   | 7   | 52  | 50   | 25    |
| 4   | Liverpool Montevideo       | 29    | 14 | 10  | 5   | 52  | 44   | 32    |
| 5   | River Plate Montevideo     | 29    | 14 | 8   | 7   | 50  | 49   | 34    |
| 6   | Racing Montevideo          | 29    | 13 | 11  | 5   | 50  | 46   | 31    |
| 7   | CA Peñarol                 | 29    | 15 | 6   | 8   | 48  | 51   | 30    |
| 8   | Danubio FC                 | 29    | 14 | 5   | 10  | 47  | 47   | 39    |
| 9   | Montevideo Wanderers       | 29    | 10 | 5   | 14  | 35  | 42   | 42    |
| 10  | Central Español Montevideo | 29    | 8  | 8   | 13  | 32  | 33   | 45    |
| 11  | Tacuarembó                 | 29    | 7  | 8   | 14  | 29  | 31   | 45    |
| 12  | Cerro Largo Melo           | 29    | 6  | 10  | 13  | 28  | 33   | 45    |
| 13  | CA Bella Vista             | 29    | 7  | 6   | 16  | 27  | 29   | 50    |
| 14  | Rampla Juniors             | 29    | 3  | 10  | 16  | 19  | 31   | 58    |
| 15  | Juventud Las Piedras       | 29    | 4  | 4   | 21  | 16  | 24   | 60    |
| 16  | Villa Española Montevideo  | 15    | 3  | 3   | 9   | 12  | 11   | 26    |

## Mistrzostwo Urugwaju
Najpierw mistrzowie Apertury (Club Nacional de Football) i Clausury (Defensor Sporting) zmierzyli się o prawo do gry o mistrzostwo Urugwaju z najlepszą drużyną w tabeli sumarycznej (Defensor Sporting).
| Półfinał: mistrz Apertury – mistrz Clausury |
| --- |
| Defensor Sporting – Club Nacional de Football 1:1 i 1:1, dod. 0:3 |
| 21 czerwca 2009 Montevideo Estadio Centenario Defensor Sporting – Club Nacional de Football 1:1 (1:1) Sędzia: Martín Vázquez (Carlos Pastorino, Miguel Ángel Nievas) Bramki: 0:1 Nicolás Lodeiro 22, 1:1 Diego de Souza Carballo 24 Czerwone kartki: – / Matías Nicolás Rodríguez 60 (druga żółta) Defensor Sporting Club: Martín Silva – Jorge Curbelo, Mario Risso, Leandro Cabrera, Carlos Richard Díaz, Pablo Gaglianone, Miguel Amado, Sebastián Ariosa (65 Álvaro Navarro), Julio Marchant, Diego de Souza Carballo (89 Nasa 89), Diego Vera (83 Mauro Vila). Trener: Jorge da Silva. Club Nacional de Football: Rodrigo Martín Muñoz – Mauricio Victorino, Sebastián Coates, Adrián Romero, Matías Nicolás Rodríguez, Diego Arismendi, Óscar Javier Morales, Federico Hernán Domínguez; Nicolás Lodeiro (76 Álvaro Fernández), Alexander Jesús Medina (83 Ángel Alejandro Morales), Gustavo Javier Biscayzacú (70 Santiago Damián García). Trener: Gerardo Pelusso.                                    |
| 5 lipca 2009 Montevideo Estadio Centenario Club Nacional de Football – Defensor Sporting 1:1 (1:1) Sędzia: Darío Ubriaco (William Casavieja, Raúl Hartwig) Bramki: 1:0 Adrián Romero 23, 1:1 Diego Vera 44 Czerwone kartki: Nicolás Lodeiro 75 (druga żółta) / – Club Nacional de Football: Rodrigo Martín Muñoz – Adrián Romero, Mauricio Victorino, Sebastián Coates, Federico Hernán Domínguez (66 Pablo Caballero González 66), Álvaro Fernández (66 Ángel Alejandro Morales), Diego Arismendi, Óscar Javier Morales, Nicolás Lodeiro, Alexander Jesús Medina, Santiago Damián García (76 Gustavo Javier Biscayzacú). Trener: Gerardo Pelusso. Defensor Sporting Club: Martín Silva – Pablo Pintos, Jorge Curbelo, Leandro Cabrera, Sebastián Ariosa, Julio Marchant (81 Mauro Vila), Pablo Gaglianone (46 Carlos Richard Díaz), Miguel Amado, Diego de Souza Carballo, Diego Vera, Álvaro Navarro (81 Rodrigo Mora 81). Trener: Jorge da Silva.                                                          |
| 8 lipca 2009 Montevideo Estadio Centenario Defensor Sporting – Club Nacional de Football 0:3 (0:1) Sędzia: Roberto Carlos Silvera (Marcelo Gadea, Carlos Adrián Changala) Bramki: 0:1 Santiago Damián García 32k, 0:2 Sebastián Coates 74, 0:3 Álvaro Fernández 77 Czerwone kartki: Diego de Souza Carballo 62 / – Defensor Sporting Club: Martín Silva – Pablo Pintos, Jorge Curbelo, Leandro Cabrera, Sebastián Ariosa, Julio Marchant (60 Mauro Vila), Carlos Richard Díaz (83 Alejandro Pablo Traversa), Miguel Amado, Diego de Souza Carballo, Diego Vera, Rodrigo Mora (53 Álvaro Navarro). Trener: Jorge da Silva. Club Nacional de Football: Rodrigo Martín Muñoz – Pablo Caballero González (70 Ángel Alejandro Morales), Mauricio Victorino, Sebastián Coates, Adrián Romero, Álvaro Fernández, Diego Arismendi (86 Roberto Sebastián Brum), Óscar Javier Morales, Matías Nicolás Rodríguez, Alexander Jesús Medina (79 Gustavo Javier Biscayzacú), Santiago Damián García. Trener: Gerardo Pelusso |

Prawo do gry o mistrzostwo Urugwaju zdobył klub Club Nacional de Football.
| Finał |
| --- |
| Defensor Sporting – Club Nacional de Football 1:2 i 1:2 |
| 12 lipca 2009 Montevideo Estadio Centenario Defensor Sporting – Club Nacional de Football 1:2 (0:0) Sędzia: Martín Vázquez (Pablo Fandiño, Álvaro Sacarelo) Bramki: 1:0 Pablo Pintos 66, 1:1 Sebastián Coates 78, 1:2 Gustavo Javier Biscayzacú 87 Czerwone kartki: Martín Silva 45+1 / Alexander Jesús Medina 45+1 Defensor Sporting Club: Martín Silva – Pablo Pintos, Mario Risso, Jorge Curbelo, Sebastián Ariosa (88 Brahian Alemán), Miguel Amado, Pablo Gaglianone, Carlos Richard Díaz, Álvaro Navarro (65 Nasa 65), Diego Vera, Rodrigo Mora (45+4 Fernando Rodríguez), Trener: Jorge da Silva. Club Nacional de Football: Rodrigo Martín Muñoz – Matías Nicolás Rodríguez (73 Gustavo Javier Biscayzacú), Mauricio Victorino, Sebastián Coates, Adrián Romero, Álvaro Fernández, Diego Arismendi (68 Ángel Alejandro Morales), Óscar Javier Morales, Nicolás Lodeiro (Roberto Sebastián Brum 88), Alexander Jesús Medina, Santiago Damián García. Trener: Gerardo Pelusso. |
| 15 lipca 2009 Montevideo Estadio Centenario Club Nacional de Football – Defensor Sporting 2:1 (1:0) Sędzia: Jorge Larrionda (Mauricio Espinosa, Igor Moreira) Bramki: 1:0 Mauricio Victorino 25, 1:1 Álvaro Navarro 60, 2:1 Nicolás Lodeiro 86 Club Nacional de Football: Rodrigo Martín Muñoz – Matías Nicolás Rodríguez, Mauricio Victorino, Sebastián Coates, Adrián Romero, Álvaro Fernández, Diego Arismendi, Óscar Javier Morales, Nicolás Lodeiro (87 Roberto Sebastián Brum), Gustavo Javier Biscayzacú (70 Ángel Alejandro Morales), Santiago Damián García (90 Sergio Blanco). Trener: Gerardo Pelusso. Defensor Sporting Club: Fernando Rodríguez – Pablo Pintos, Mario Risso, Jorge Curbelo, Robert Herrera (68 Sebastián Ariosa), Julio Marchant, Carlos Richard Díaz, Miguel Amado, Diego de Souza Carballo, Nasa (72 Rodrigo Mora), Diego Vera (38 Álvaro Navarro). Trener: Jorge da Silva.                                                                           |

Mistrzem Urugwaju w sezonie 2008/09 został klub Club Nacional de Football. Klub Defensor Sporting został wicemistrzem Urugwaju.

## Copa Artigas

### Kolejka 1
| Data          | Mecz |
| ------------- | --- |
| 18 lipca 2009 | Liverpool Montevideo – Racing Montevideo 1:1 Elías Ricardo Figueroa 73 – Rodrigo Brasesco 15                               |
| 19 lipca 2009 | River Plate Montevideo – Defensor Sporting 0:3 Álvaro Navarro 10, 23, 85                                                   |
| 19 lipca 2009 | CA Cerro – Club Nacional de Football 3:1 Claudio Martín Dadómo 39, Joaquín Boghossian 64, Pablo Melo 91 – Sergio Blanco 85 |

### Kolejka 2
| Data          | Mecz |
| ------------- | --- |
| 22 lipca 2009 | Liverpool Montevideo – River Plate Montevideo 3:0 Emiliano Alfaro 45, Marcos Marcelo Tejera 48, Danilo Peinado 90                                                        |
| 22 lipca 2009 | CA Cerro – Defensor Sporting 2:0 Joaquín Boghossian 74, Sergio Maximiliano Pérez 87                                                                                      |
| 22 lipca 2009 | Club Nacional de Football – Racing Montevideo 2:3 Cristian Martín Rodríguez 34, Sergio Blanco 75- Pablo Gabriel Torres 38, Pedro Pablo Hernández 63, Sebastián Balsas 79 |

### Kolejka 3
| Data          | Mecz |
| ------------- | --- |
| 26 lipca 2009 | Racing Montevideo – CA Cerro 3:1 Sebastián Balsas 54, 69, Pedro Pablo Hernández 58 – Joaquín Boghossian 25                                                              |
| 26 lipca 2009 | Defensor Sporting – Liverpool Montevideo 0:0 |
| 26 lipca 2009 | River Plate Montevideo – Club Nacional de Football 4:2 Henry Damián Giménez 18, Bruno Montelongo 40, 90k, Jorge Marcelo Rodríguez 66 – Jorge Cazulo 5, Sergio Blanco 62 |

### Kolejka 4
| Data          | Mecz                                                                   |
| ------------- | ---------------------------------------------------------------------- |
| 29 lipca 2009 | River Plate Montevideo – Racing Montevideo 1:0 Henry Damián Giménez 92 |
| 29 lipca 2009 | Club Nacional de Football – Defensor Sporting 0:0                      |
| 29 lipca 2009 | CA Cerro – Liverpool Montevideo 3:0 Joaquín Boghossian 20, 52, 75      |

### Kolejka 5
| Data            | Mecz |
| --------------- | --- |
| 2 sierpnia 2009 | Liverpool Montevideo – Club Nacional de Football 2:3 Julián Lalinde 81, Emiliano Alfaro 88 – Carlos Macchi 62s, Santiago Damián García 74, 76                                 |
| 2 sierpnia 2009 | Defensor Sporting – Racing Montevideo 2:4 Rodrigo Mora 11, Álvaro Navarro 21 – Pablo Gabriel Torres 7, Pedro Pablo Hernández 27k, Diego Martín Scotti 33, Sebastián Balsas 90 |
| 2 sierpnia 2009 | CA Cerro – River Plate Montevideo 3:2 Claudio Martín Dadómo 10, Joaquín Boghossian 23, Matías Cabrera 51 – Henry Damián Giménez 41, Diego Sosa 64                             |

### Baraż o 4 miejsce
Z powodu równej liczby punktów rozegrano baraż o 4 miejsce, gwarantujące udział w turnieju Copa Sudamericana 2009.
| Data            | Mecz                                                           |
| --------------- | -------------------------------------------------------------- |
| 5 sierpnia 2009 | Liverpool Montevideo – Defensor Sporting 1:0 Nicolás Correa 80 |

### Tabelka Copa Artigas
| Poz | Klub                      | Mecze | Zw | Rem | Por | Pkt | BrZd | BrStr |
| --- | ------------------------- | ----- | -- | --- | --- | --- | ---- | ----- |
| 1   | CA Cerro                  | 5     | 4  | 0   | 1   | 12  | 12   | 6     |
| 2   | Racing Montevideo         | 5     | 3  | 1   | 1   | 10  | 11   | 7     |
| 3   | River Plate Montevideo    | 5     | 2  | 0   | 3   | 6   | 7    | 11    |
| 4   | Liverpool Montevideo      | 5     | 1  | 2   | 2   | 5   | 6    | 7     |
| 5   | Defensor Sporting         | 5     | 1  | 2   | 2   | 5   | 5    | 6     |
| 6   | Club Nacional de Football | 5     | 1  | 1   | 3   | 4   | 8    | 12    |

### Klasyfikacja strzelców bramek
| Gole | Piłkarz                | Klub                      |
| ---- | ---------------------- | ------------------------- |
| 7    | Joaquín Boghossian     | CA Cerro                  |
| 4    | Álvaro Navarro         | Defensor Sporting         |
| 4    | Sebastián Balsas       | Racing Montevideo         |
| 3    | Sergio Blanco          | Club Nacional de Football |
| 3    | Henry Damián Giménez   | River Plate Montevideo    |
| 3    | Pedro Pablo Hernández  | Racing Montevideo         |
| 2    | Bruno Montelongo       | River Plate Montevideo    |
| 2    | Claudio Martín Dadómo  | CA Cerro                  |
| 2    | Pablo Gabriel Torres   | Racing Montevideo         |
| 2    | Santiago Damián García | Club Nacional de Football |
| 2    | Emiliano Alfaro        | Liverpool Montevideo      |